# The Stylist
Pour plus de détails, voir Fiche technique et Distribution.
The Stylist est un film dramatique d'horreur américain de 2021 produit, co-écrit et réalisé par Jill Gevargizian. Le film est basé sur le court métrage éponyme de la réalisatrice et met en vedette Najarra Townsend et Brea Grant. Le film a été présenté en avant-première au Fantastic Fest 2020.

## Synopsis
Claire, une coiffeuse esseulée vivant à Kansas City, dans le Missouri, est une meurtrière qui tue et scalpe discrètement ses clients, stockant leurs scalps dans sa cave. Se détestant beaucoup, porter ces scalps, lui permet de cesser d'être elle-même et se sentir bien pendant un instant. Une de ses clientes habituelles, Olivia, lui demande de la coiffer pour son mariage, ce qu'elle accepte. Claire essaie de s'intégrer aux amies d'Olivia, mais celles-ci se moquent de son incapacité à s'intégrer socialement, ce qui la blesse profondément. Après plusieurs tentatives infructueuses d'abandonner sa pratique meurtrière, Claire cède et assassine Olivia. Elle revêt ensuite la robe et les cheveux scalpés d'Olivia et descend l'allée en se faisant passer pour elle. Lorsque le marié lui relève le voile, il panique, lui et le public s'enfuient, terrorisés. Pendant ce temps, Claire reste seule dans l'église à pleurer, car même avec le scalp d'Olivia, elle ne peut obtenir ce qu'elle voulait.

## Distribution
- Najarra Townsend : Claire
- Brea Grant : Olivia
- Davis DeRock : Charlie
- Sarah McGuire : Dawn
- Jennifer Seward : Sarah
- Millie Milan : Monique
- Kimberly Igla : Rose
- Laura Kirk : Frankie
- Chelsea Brown : Chelsea
- Bety Le : Christie
- Kelsey Nicholes : Elizabeth